# Акушерка
Акушерка е жена, квалифицирана в оказването на помощ на раждащите жени.
Акушерка е сравнително ново понятие – от времето, когато раждането на децата постепенно се пренася от дома на родилката в болница.
По-старото понятие, използвано в България и в другите славянски страни е баба, което не се покрива с другото разбиране за баба (на внуци) и няма връзка с възрастта на жената. Понятието баба – синоним на акушерка, до такава степен е останало трайно в езика, че и до днес денят на родилната помощ продължава да се нарича Бабинден.
Съвременната акушерка е медицинско лице с образование, характерно за медицинската сестра, но с квалификация в областта на гинекологията.
Образованата акушерка е въведена като длъжност в България още през 19 век. Известен преходен период от време в България акушерката е обслужвала раждащите жени у дома им или на мястото, където е започнало раждането. След Втората световна война става задължително раждането да се осъществи в болнично заведение.
От 1951 г. денят на родилната помощ (Бабинден) в България се чества на 21 януари. През последните години се прави опит той да бъде преместен на 8 януари (нов стил).
От 1991 г. над 50 държави честват на 5 май Международен ден на акушерката.